# ريان هارتمان
ريان هارتمان (بالإنجليزية: Ryan Hartman)‏ هو لاعب هوكي الجليد أمريكي، ولد في 20 سبتمبر 1994 في هيلتون هيد أيلاند في الولايات المتحدة.

## وصلات خارجية
- ريان هارتمان على موقع دوري الهوكي الوطني (الإنجليزية)
- ريان هارتمان على موقع EliteProspects.com (الإنجليزية)
- ريان هارتمان على موقع HockeyDB.com (الإنجليزية)
- ريان هارتمان على موقع Hockey-Reference.com (الإنجليزية)